# ATP Las Vegas
Das ATP-Turnier von Las Vegas (offiziell Tennis Channel Open) war ein US-amerikanisches Herren-Tennisturnier. Das auf Hartplatz im Freien gespielte Turnier wurde jährlich im Februar/März ausgetragen und gehörte zur ATP International Series, der niedrigsten Kategorie innerhalb der ATP Tour.

## Geschichte
Zwischen 1986 und 2005 wurde das Turnier in Scottsdale, Arizona, ebenfalls auf Hartplatz ausgetragen; Veranstaltungsort dort war das Fairmont Scottsdale Princess.
2005 kaufte Tennis Channel die Lizenz des Turniers von IMG, woraufhin es von 2006 bis 2008 in Las Vegas, Nevada, im Darling Tennis Center stattfand. Die Anlage hatte eine Kapazität von 3.000 Zuschauern.
Im Jahr 2007 wurden die Vorrunden des Turniers im Round-Robin-Format ausgetragen, was auf der ATP Tour ansonsten unüblich war. Nach einem Jahr entschloss man sich jedoch dazu, wieder zum klassischen K.-o.-System zurückzukehren. 2008 verkaufte Tennis Channel die Lizenz zurück an die ATP.

## Siegerliste
Rekordsieger ist Andre Agassi, der das Turnier insgesamt viermal gewinnen konnte. Im Doppel waren Rick Leach sowie die Brüder Bob und Mike Bryan am erfolgreichsten, sie sicherten sich ebenfalls alle viermal den Titel.

### Einzel
| Austragungsort | Jahr                      | Sieger              | Finalist           | Finalergebnis  |
| -------------- | ------------------------- | ------------------- | ------------------ | -------------- |
| Las Vegas      | 2008                      | Sam Querrey         | Kevin Anderson     | 4:6, 6:3, 6:4  |
| Las Vegas      | 2007                      | Lleyton Hewitt (3)  | Jürgen Melzer      | 6:4, 7:610     |
| Las Vegas      | 2006                      | James Blake         | Lleyton Hewitt     | 7:5, 2:6, 6:3  |
| Scottsdale     | 2005                      | Wayne Arthurs       | Mario Ančić        | 7:5, 6:3       |
| Scottsdale     | 2004                      | Vincent Spadea      | Nicolas Kiefer     | 7:5, 6:75, 6:3 |
| Scottsdale     | 2003                      | Lleyton Hewitt (2)  | Mark Philippoussis | 6:4, 6:4       |
| Scottsdale     | 2002                      | Andre Agassi (4)    | Juan Balcells      | 6:2, 7:62      |
| Scottsdale     | 2001                      | Francisco Clavet    | Magnus Norman      | 6:4, 6:2       |
| Scottsdale     | 2000                      | Lleyton Hewitt (1)  | Tim Henman         | 6:4, 7:62      |
| Scottsdale     | 1999                      | Jan-Michael Gambill | Lleyton Hewitt     | 7:62, 4:6, 6:4 |
| Scottsdale     | 1998                      | Andre Agassi (3)    | Jason Stoltenberg  | 6:4, 7:63      |
| Scottsdale     | 1997                      | Mark Philippoussis  | Richey Reneberg    | 6:4, 7:64      |
| Scottsdale     | 1996                      | Wayne Ferreira      | Marcelo Ríos       | 2:6, 6:3, 6:3  |
| Scottsdale     | 1995                      | Jim Courier         | Mark Philippoussis | 7:62, 6:4      |
| Scottsdale     | 1994                      | Andre Agassi (2)    | Luiz Mattar        | 6:4, 6:3       |
| Scottsdale     | 1993                      | Andre Agassi (1)    | Marcos Ondruska    | 6:2, 3:6, 6:3  |
| Scottsdale     | 1992                      | Stefano Pescosolido | Brad Gilbert       | 6:0, 1:6, 6:4  |
| Scottsdale     | 1990–91 nicht ausgetragen |                     |                    |                |
| Scottsdale     | 1989                      | Ivan Lendl          | Stefan Edberg      | 6:2, 6:3       |
| Scottsdale     | 1988                      | Mikael Pernfors     | Glenn Layendecker  | 6:2, 6:4       |
| Scottsdale     | 1987                      | Brad Gilbert        | Eliot Teltscher    | 6:2, 6:2       |
| Scottsdale     | 1986                      | John McEnroe        | Kevin Curren       | 6:3, 3:6, 6:2  |

### Doppel
| Austragungsort | Jahr                        | Sieger                               | Finalisten                         | Finalergebnis           |
| -------------- | --------------------------- | ------------------------------------ | ---------------------------------- | ----------------------- |
| Las Vegas      | 2008                        | Julien Benneteau Michaël Llodra      | Bob Bryan Mike Bryan               | 6:4, 4:6, [10:8]        |
| Las Vegas      | 2007                        | Bob Bryan (4) Mike Bryan (4)         | Jonathan Erlich Andy Ram           | 7:66, 6:2               |
| Las Vegas      | 2006                        | Bob Bryan (3) Mike Bryan (3)         | Jaroslav Levinský Robert Lindstedt | 6:3, 6:2                |
| Scottsdale     | 2005                        | Bob Bryan (2) Mike Bryan (2)         | Wayne Arthurs Paul Hanley          | 7:5, 6:4                |
| Scottsdale     | 2004                        | Rick Leach (4) Brian MacPhie         | Jeff Coetzee Chris Haggard         | 6:3, 6:1                |
| Scottsdale     | 2003                        | James Blake Mark Merklein            | Lleyton Hewitt Mark Philippoussis  | 6:4, 6:72, 7:65         |
| Scottsdale     | 2002                        | Bob Bryan (1) Mike Bryan (1)         | Mark Knowles Daniel Nestor         | 7:5, 7:66               |
| Scottsdale     | 2001                        | Donald Johnson Jared Palmer (2)      | Marcelo Ríos Sjeng Schalken        | 7:63, 6:2               |
| Scottsdale     | 2000                        | Jared Palmer (1) Richey Reneberg (2) | Patrick Galbraith David Macpherson | 6:3, 7:5                |
| Scottsdale     | 1999                        | Justin Gimelstob Richey Reneberg (1) | Mark Knowles Sandon Stolle         | 6:4, 6:74, 6:3          |
| Scottsdale     | 1998                        | Cyril Suk Michael Tebbutt            | Kent Kinnear David Wheaton         | 4:6, 6,1, 7:6           |
| Scottsdale     | 1997                        | Luis Lobo Javier Sánchez             | Jonas Björkman Rick Leach          | 6:3, 6:3                |
| Scottsdale     | 1996                        | Patrick Galbraith Rick Leach (3)     | Richey Reneberg Brett Steven       | 5:7, 7:5, 7:5           |
| Scottsdale     | 1995                        | Trevor Kronemann David Macpherson    | Luis Lobo Javier Sánchez           | 4:6, 6:3, 6:4           |
| Scottsdale     | 1994                        | Jan Apell Ken Flach                  | Alex O’Brien Sandon Stolle         | 6:0, 6:4                |
| Scottsdale     | 1993                        | Mark Keil (2) Dave Randall (2)       | Luke Jensen Sandon Stolle          | 7:5, 6:4                |
| Scottsdale     | 1992                        | Mark Keil (1) Dave Randall (1)       | Kent Kinnear Sven Salumaa          | 4:6, 6:1, 6:2           |
| Scottsdale     | 1990–1991 nicht ausgetragen |                                      |                                    |                         |
| Scottsdale     | 1989                        | Rick Leach (2) Jim Pugh (1)          | Paul Annacone Christo van Rensburg | 6:7, 6:3, 6:2, 2:6, 6:4 |
| Scottsdale     | 1988                        | Scott Davis Tim Wilkison             | Rick Leach Jim Pugh                | 6:4, 7:6                |
| Scottsdale     | 1987                        | Rick Leach (1) Jim Pugh (1)          | Dan Goldie Mel Purcell             | 6:3, 6:2                |
| Scottsdale     | 1986                        | Leonardo Lavalle Mike Leach          | Scott Davis David Pate             | 7:6, 6:4                |